# Sabbitha
Die Sabbitha war ein persisches Volumenmaß für Getreide und trockene Früchte. Neben dem wichtigen Maß das die Artaba war, gab es die Legana und die Sabbitha für das gleiche Einsatzgebiet. Alle drei Maße galten nebeneinander. Die Ware wurde aber nach dem Gewicht verkauft.
- 1 Sabbitha = 22 Sextarios = 7,3396 Liter (aus 65,268 Liter errechnet)
- 1 Artaba = 9 1/11 Sabbithas = 3288,8 Pariser Kubikzoll = 65,238 Liter
- 11 Artabas = 100 Sabbitbas aus dieser Beziehung errechnet 1 Sabbitha = 7,17618 Liter
- 48 1/2 Artabas = 1 Hamburger Last